# Morón de Almazán
Morón de Almazán es un municipio y localidad española de la provincia de Soria, en la comunidad autónoma de Castilla y León. Se encuentra en la comarca de Almazán y forma parte del partido judicial de Almazán.

## Toponimia
El topónimo Morón podría hacer referencia a roca, monte o montículo, en este caso ajustado a la fisonomía del pronunciado cerro del castillo.

## Historia
En el siglo XII, a la muerte de Alfonso VI, Morón se encontraba en manos musulmanas, aunque solo se trataba de un castillete de control hacia el Jalón y Medinaceli. Después de pasar a manos cristianas, fue sitiado en 1128 por el aragonés Alfonso I el Batallador. El rey castellanoleonés acudió a su ayuda y El Batallador tuvo que retirarse a Almazán, a consecuencia de lo cual se levantó el castillo de Medinaceli y Morón por Alfonso VII de León, como defensa de la frontera con Aragón. Durante las luchas de la Raya, resultó atacada por los Cerda en 1287 y tomada por los aragoneses, regresando pronto a manos de los castellanos.
En 1304 recibió el título de villa del monarca Fernando IV de Castilla. Alfonso VII fortificó la población. Fue entregado a Duguesclin (Mosén Claquín) por el Trastámara Enrique II de Castilla en 1369, como agradecimiento a su apoyo en su lucha victoriosa contra su hermano de padre, Pedro I de Castilla, pasando de nuevo a la corona durante el mismo reinado de Enrique y al señorío de los Mendoza primero y de los marqueses de Camarasa después.
Pascual Madoz no hizo referencia al castillo, aunque señaló una ermita, Nuestra Señora de los Santos, que se decida había sido convento de Templarios. En ella se conserva una gran bandera con varios geroglíficos, que la opinión refiere haberse tomado a los moros.
A la caída del Antiguo Régimen la localidad castellana se constituyó en municipio constitucional, conocido entonces como Morón y Señuela en la región de Castilla la Vieja, partido de Almazán, que en el censo de 1842 contaba con 217 hogares y 860 vecinos. El Reloj que está en la plaza y fue restaurado tras muchos años de permisos está colocado por Miguel Ángel Tabernero Artano, también conocido como «Tiber».
En 1895 se abrió al tráfico la línea Valladolid-Ariza, que permitió la conexión de la comarca con el resto de la red ferroviaria española. El municipio contaba con una estación de ferrocarril propia, que disponía de un edificio de pasajeros e instalaciones para mercancías. La línea fue cerrada al tráfico de pasajeros en enero de 1985 por ser considerada deficitaria.

## Demografía
Cuenta con una población de 202 habitantes (INE 2024).
| Gráfica de evolución demográfica de Morón de Almazán entre 1842 y 2021                                                                                               |
| |
| Población de derecho según los censos de población del INE Población de hecho según los censos de población del INEEn este censo se denominaba Morón y Señuela: 1842 |

### Población por núcleos
| Núcleos          | Habitantes (2000) | Habitantes (2010) |
| ---------------- | ----------------- | ----------------- |
| Morón de Almazán | 275               | 220               |
| Señuela          | 6                 | 8                 |

## Cultura

### Patrimonio
Destaca la plaza mayor, con edificaciones del siglo XVI (con destacada simbología esculpida en piedra), un rollo y la gótica iglesia de Ntra. Sra. de la Asunción, con su esbelta torre plateresca (levantada por el señor de Mendoza en 1540), que esconde el cerro del castillo, que poco tiene hoy que ofrecer. Se sabe de su existencia en época celta por los restos arqueológicos encontrados en él.
La iglesia, de estilo gótico de transición (siglo XVI), cuenta con una torre plateresca de 4 cuerpos separados por 3 frisos, decorados con animales enfrentados o florones. Cuenta con columnas abalaustradas en el cuerpo superior. En el segundo cuerpo aparece una ventana con friso de estilo salmantino. El tercero contiene 2 blasones y una inscripción sobre la construcción de la torre (1540), además de una ventana con columnas en la fachada occidental. En el cuerpo superior se encuentran los vanos para las ventanas, separadas por columnas. En este mismo cuerpo se encuentra también un balcón. La torre se remata con una cornisa sobre la que descansa una crestería con gárgolas, añadidas a la torre en 151 por Diego del Castillo, maestro albañil. En la portada destaca la verja forjada, mientras que en su techo aparecen los cuatro evangelistas y el escudo de los Mendoza.
En el interior se halla la capilla de la Virgen del Rosario, del 1500, que cuenta con pinturas de motivos religiosos varios, fechadas en 1644. En el presbiterio se encuentra un sepulcro de los Mendoza, al estilo del sepulcro del Doncel de Sigüenza. El retablo mayor es barroco, del 1773. En la parte superior aparece la coronación de la Virgen, que aparece también en el centro, como Virgen de la Muela. La iglesia cuenta asimismo con un órgano muy posterior, de 1892. La iglesia está declarada Bien de Interés Cultural en la categoría de Monumento desde el 7 de septiembre de 1983.
Entre las edificaciones de la plaza se cuentan el palacete, antiguo ayuntamiento hoy convertido en biblioteca, y el palacio de los Mendoza, ambos de estilo renacentista. El palacio tiene fachada de sillería, con una portada ceñida por columnas. Sobre ella se encuentra el escudo de los Mendoza. El edificio de la biblioteca es de finales del siglo XV y consta de dos plantas con arcos. Encima del edificio se encuentra el reloj en su espadaña, de 1881.
El rollo, de principios del siglo XVI, representa el privilegio de la villa para administrar justicia. Originalmente se hallaba junto al ayuntamiento, pero se ha trasladado al centro de la plaza.

### Museo del traje
En el municipio se encuentra el Museo del Traje Popular de Soria.